# Malaconotoidea
Malaconotoidea este o superfamilie de păsări din ordinul Passeriformes. Conține o mare diversitate de păsări cântătoare omnivore și carnivore răspândite în Africa și Australia, dintre care multe seamănă superficial cu laniidae.
Superfamilia conține opt familii:
- Machaerirhynchidae
- Artamidae – rândunele de pădure, sfrâncioci, coțofana australiană
- Rhagologidae
- Malaconotidae
- Pityriaseidae
- Aegithinidae
- Platysteiridae
- Vangidae – sfrâncioci albaștri